# Loewiola serratulae
Loewiola serratulae är en tvåvingeart som beskrevs av Jean-Jacques Kieffer 1905. Loewiola serratulae ingår i släktet Loewiola och familjen gallmyggor. Inga underarter finns listade i Catalogue of Life.